# 第41回全国高等学校バレーボール選抜優勝大会
第41回全国高等学校バレーボール選抜優勝大会（だい41かい ぜんこくこうとうがっこう バレーボールせんばつゆうしょうたいかい）は、2010年3月20日から3月26日まで7日間にわたって国立代々木第1体育館で行われた全国高等学校バレーボール選抜優勝大会である。

## 概要
全日本バレーボール高等学校選手権大会への模様替えに伴い、3月開催は最後の大会となる。

### 日程
- 3月20日 - 開会式・1回戦
- 3月21日 - 1回戦・2回戦
- 3月22日 - 2回戦
- 3月23日 - 3回戦
- 3月24日 - 準々決勝
- 3月25日 - 準決勝
- 3月26日 - 決勝戦・閉会式

## 出場校

### 男子
- 前年度優勝 都城工業（宮崎）（2年連続20回目）

北海道・東北
- 北海道代表I 東海大四（2年連続33回目）
- 北海道代表II 札幌第一（2年ぶり7回目）
- 青森県代表 五所川原工（5年ぶり4回目）
- 岩手県代表 不来方（2年ぶり7回目）
- 秋田県代表 雄物川（16年連続16回目）
- 山形県代表 米沢中央（初出場）
- 宮城県代表 東北（11年連続26回目）
- 福島県代表 相馬（4年連続18回目)

関東
- 茨城県代表 霞ヶ浦（3年連続8回目）
- 栃木県代表 作新学院（2年連続3回目）
- 群馬県代表 明和県央（4年ぶり2回目）
- 埼玉県代表 深谷（6年連続28回目）
- 千葉県代表 習志野（2年ぶり16回目）
- 東京都代表I 東洋（3年連続19回目）
- 東京都代表II 東亜学園（6年連続26回目）
- 東京開催地（III） 駿台学園（5年連続8回目）
- 神奈川県代表I 川崎橘（3年ぶり13回目）
- 神奈川県代表II 弥栄（2年連続2回目）
- 山梨県代表 日本航空（2年ぶり7回目）

東海・北信越
- 長野県代表 創造学園大付（初出場）
- 新潟県代表 東京学館新潟（2年ぶり7回目）
- 富山県代表 富山第一（2年ぶり5回目）
- 石川県代表 石川県工（4年連続16回目）
- 福井県代表 福井工大福井（5年連続22回目）
- 静岡県代表 聖隷クリストファー（2年ぶり6回目）
- 愛知県代表 大同工大大同（2年連続15回目）
- 岐阜県代表 県岐阜商（7年ぶり7回目）
- 三重県代表 皇學館（2年連続8回目）

近畿
- 滋賀県代表 近江（2年連続23回目）
- 奈良県代表 添上（6年連続23回目）
- 和歌山県代表 開智（16年連続16回目）
- 京都府代表 東山（3年連続5回目）
- 大阪府代表I 大塚（3年連続6回目）
- 大阪府代表II 大商大高（4年ぶり29回目）
- 兵庫県代表 市尼崎（2年連続13回目）

中国
- 鳥取県代表 鳥取商（7年ぶり7回目）
- 島根県代表 安来（8年連続12回目）
- 岡山県代表 玉野光南（2年連続7回目）
- 広島県代表 崇徳（2年連続29回目）
- 山口県代表 宇部商（4年連続35回目）

四国
- 香川県代表 高松工芸（7年連続17度目）
- 徳島県代表 阿南工（3年ぶり5回目）
- 愛媛県代表 松山工（6年連続21回目）
- 高知県代表 高知商（3年ぶり14回目）

九州
- 福岡県代表 福岡大大濠（3年ぶり6回目）
- 佐賀県代表 佐賀商（2年ぶり24回目）
- 長崎県代表 大村工（5年ぶり8回目）
- 熊本県代表 鎮西（5年連続29回目）
- 大分県代表 別府鶴見丘（2年連続5回目）
- 宮崎県代表 宮崎工 （9年ぶり5回目）
- 鹿児島県代表 鹿児島商（2年ぶり15回目）
- 沖縄県代表 西原（2年ぶり18回目）

### 女子
- 前年度優勝 東九州龍谷（21年連続26回目・大分）

北海道・東北
- 北海道代表I 札幌大谷（2年ぶり10回目）
- 北海道代表II 帯広南商（3年ぶり3回目）
- 青森県代表 弘前学院聖愛（2年ぶり7回目）
- 岩手県代表 盛岡女子（2年連続14回目）
- 秋田県代表 由利（9年ぶり18回目）
- 山形県代表 山形商（2年ぶり7回目）
- 宮城県代表 古川学園（17年連続32回目）
- 福島県代表 保原（15年ぶり4回目）

関東
- 茨城県代表 土浦日大（3年連続10回目）
- 栃木県代表 國學院栃木（3年連続23回目）
- 群馬県代表 高崎女子（初出場）
- 埼玉県代表 細田学園（4年連続6回目）
- 千葉県代表 敬愛学園（8年ぶり2回目）
- 東京都代表I 共栄学園（2年連続21回目）
- 東京都代表II 八王子実践（7年連続35回目）
- 東京開催地（III） 下北沢成徳（4年連続14回目）
- 神奈川県代表I 大和南（6年連続9回目）
- 神奈川県代表II 川崎橘（11年連続15回目）
- 山梨県代表 増穂商（14年ぶり7回目）

東海・北信越
- 長野県代表 東海大三（4年連続8回目）
- 新潟県代表 帝京長岡（2年連続7回目）
- 富山県代表 富山第一（6年連続6回目）
- 石川県代表 金沢商（8年連続29回目）
- 福井県代表 北陸（3年連続5回目）
- 静岡県代表 浜北西（3年ぶり7回目）
- 愛知県代表 人間環境大岡崎学園（4年ぶり24回目）
- 岐阜県代表 岐阜総合学園（2年ぶり2回目）
- 三重県代表 津商（9年連続10回目）

近畿
- 滋賀県代表 近江（2年連続14回目）
- 奈良県代表 奈良女子（2年ぶり15回目）
- 和歌山県代表 和歌山信愛女子短大付（5年連続25回目）
- 京都府代表 京都橘（13年連続14回目）
- 大阪府代表I 大阪国際滝井（5年連続19回目）
- 大阪府代表II 大塚（初出場）
- 兵庫県代表 氷上（4年連続24回目）

中国
- 鳥取県代表 鳥取東（初出場）
- 島根県代表 松江南（8年ぶり2回目）
- 岡山県代表 就実（7年連続36回目）
- 広島県代表 進徳女子（2年ぶり5回目）
- 山口県代表 誠英（17年連続27回目）

四国
- 香川県代表 高松商（2年連続4度目）
- 徳島県代表 城南（3年ぶり8回目）
- 愛媛県代表 聖カタリナ女子（18年連続31回目）
- 高知県代表 高知中央（4年連続4回目）

九州
- 福岡県代表 博多女子（2年ぶり21回目）
- 佐賀県代表 佐賀北（2年ぶり16回目）
- 長崎県代表 九州文化学園（15年連続25回目）
- 熊本県代表 熊本信愛女学院（23年連続23回目）
- 大分県代表 大分商（2年連続2回目）
- 宮崎県代表 宮崎日大（13年ぶり10回目）
- 鹿児島県代表 鹿児島女子（3年連続23回目）
- 沖縄県代表 西原（2年連続2回目）

### シード校
男子
- 第1シード校 都城工
- 第2シード校 大塚
- 第3シード校 市立尼崎
- 第4シード校 弥栄

女子
- 第1シード校 東九州龍谷
- 第2シード校 古川学園
- 第3シード校 九州文化学園
- 第4シード校 八王子実践

## 試合結果

### 男子
1回戦
- 創造学園　2－1　東山
- 雄物川　2－0　大商大高
- 東亜学園　2－0　東京学館新潟
- 石川工　2－0　札幌第一
- 習志野　2－0　西原
- 大村工　2－0　安来
- 高松工芸　2－0　明和県央
- 深谷　2－1　東北
- 松山工　2－0　佐賀商
- 福井工大福井　2－0　日本航空
- 東海第四　2－1　県岐阜商
- 崇徳　2－0　阿南工
- 鎮西　2－0　作新学院
- 聖隷クリストファー　2－0　五所川原工
- 東亜学園　2－0　東京学館新潟
- 宮崎工　2－0　相馬
- 高知中央　2－0　霞ヶ浦
- 川崎橘　2－0　皇學館
- 玉野光南　2－0　添上
- 福岡大大濠　2－0　米沢中央
- 宇部商　2－0　不来方
- 富山第一　2－0　鳥取商

2回戦
- 市尼崎　2－0　崇徳
- 鹿児島商　2－0　深谷
- 別府鶴見丘　2－1　福井工大福井
- 習志野　2－0　大同工大大同
- 弥栄　2－0　聖隷クリストファー
- 東洋　2－1　大村工
- 雄物川　2－0　駿台学園
- 東亜学園　2－0　開智
- 近江　2－1　石川県工
- 鎮西　2－1　大塚
- 都城工　2－0　高知商
- 福岡大大濠　2－0　創造学園
- 東海大四　2－1　富山第一
- 宮崎工　2－0　橘
- 宇部商　2－1　高松工芸
- 松山工　2－0　玉野光南

3回戦
- 東洋　2－0　福岡大大濠
- 弥栄　2－0　松山工
- 都城工　2－0　東海大四
- 鎮西　2－0　宇部商
- 雄物川　2－0　別府鶴見丘
- 東亜学園　2－0　鹿児島商
- 習志野　2－0　近江
- 宮崎工　2－0　市尼崎

準々決勝
- 東洋　2－0　弥栄
- 鎮西　2－0　習志野
- 宮崎工　2－0　東亜学園
- 雄物川　2－1　都城工

準決勝
- 東洋　3－1　雄物川
- 鎮西　3－1　宮崎工

決勝
- 東洋　3－0　鎮西

### 女子
1回戦
- 大和南　2－1　熊本信愛女
- 金沢商　2－1　浜北西
- 津商　（津商の不戦勝）　高知中央
- 鹿児島女　2－0　保原
- 岐阜総合　2－0　奈良女
- 高松商　2－1　札幌大谷
- 京都橘　2－0　細田学園
- 大分商　2－1　聖カタリナ女
- 大阪国際滝井　2－0　西原
- 宮崎日大　2－1　城南
- 土浦日大　2－0　富山第一
- 近江　2－0　松江南
- 氷上　2－0　北陸
- 博多女　2－0　川崎橘
- 増穂商 2－0　弘前学院聖愛
- 帝京長岡　2－0　高崎女
- 誠英　2－0　佐賀北
- 人間環境大岡崎学園　2－1　東海大三
- 和歌山信愛女短大付　2－0　由利
- 鳥取東　2－1　大塚
- 進徳女　2－0　國學院栃木

2回戦
- 大阪国際滝井　2－0　帯広南商
- 鹿児島女　2－0　敬愛学園
- 市山形商　2－0　岐阜総合
- 土浦日大　2－0　就実
- 下北沢成徳　2－1　宮崎日大
- 共栄学園　2－0　氷上
- 東九州龍谷　2－0　帝京長岡
- 大和南　2－0　盛岡女
- 八王子実践　2－0　高松商
- 古川学園　2－1　京都橘
- 九州文化学園　2－0　進徳女
- 津商　2－0　和歌山信愛女短大付
- 増穂商　2－0　近江
- 誠英　2－1　金沢商
- 人間環境大岡崎学園　2－0　大分商
- 博多女　2－0　鳥取東

3回戦
- 共栄学園　2－0　大和南
- 八王子実践　2－0　誠英
- 東九州龍谷　2－0　増穂商
- 古川学園　2－0　人間環境大岡崎学園
- 九州文化学園　2－0　津商
- 市山形商　2－0　下北沢成徳
- 土浦日大　2－0　大阪国際滝井
- 鹿児島女　2－0　博多女

準々決勝
- 東九州龍谷　2－0　市山形商
- 鹿児島女　2－0　八王子実践
- 共栄学園東　2－0　九州文化学園
- 古川学園　2－0　土浦日大

準決勝
- 東九州龍谷　3－1　鹿児島女
- 古川学園　3－0　共栄学園

決勝
- 東九州龍谷　3－1　古川学園